# Леон Фоше
Леонар Жозеф Лео́н Фоше́ (фр. Léonard Joseph Léon Faucher; 8 вересня 1803, Лімож — 14 грудня 1854, Марсель) — французький політик і державний діяч єврейського походження, який з 10 квітня до 26 жовтня 1851 був прем'єр-міністром Франції та очолював кабінет міністрів Другої республіки.

## Біографія
У молодості Леон Фоше надавав приватні уроки, між 1830 та 1842 роками брав участь у редагуванні різних ліберальних газет, написав кілька книг. У 1846 Фоше був обраний до палати депутатів, де належав до династичної опозиції і був одним з головних захисників вільної торгівлі.
У 1848, після обрання до Установчих зборів, Леон Фоше приєднався до поміркованих республіканців. Підтримував спочатку  Луї-Ежена Кавеньяка, потім Шарля Луї Наполеона. Після обрання Луї Наполеона президентом Другої республіки Фоше увійшов до складу кабінету міністрів Оділона Барро в якості міністра громадських робіт, а згодом міністра внутрішніх справ. Він закрив товариство «Республіканської солідарності», намагався домогтися від палати заборони політичних клубів, підтримував перегляд суду учасників повстання 15 травня (Л. Блана, Бланкі, А. Барбеса тощо).

Коли 12 травня 1849 року палата відкинула засудження уряду за римську експедицію і запропоноване Жюлем Фавром переведення до суду міністерства, Фоше розіслав префектам телеграму такого роду: 
«Це голосування зміцнює мир; агітатори чекали ворожого уряду вотуму, щоб звести барикади і відновити червневі дні. Париж спокійний. Вотували проти порядку й уряду такі-то» — слідував список імен.
 Палата була обурена цією депешею, в якій побачила спробу чинити тиск на електорат напередодні виборів, що відбулися 13 травня, і величезною більшістю голосів висловила засудження Леона Фоше. Оділон Барро не наважився його захищати, і Фоше пішов у відставку. Протягом двох років продовжував політичну кар'єру у законодавчих зборах.
10 квітня 1851 року Леону Фоше було доручено сформувати і очолити власний уряд, що було зроблено. Однак, Фоше нажив собі дуже багато ворогів і його кабінет протримався при владі лише півроку.
Через три роки після відставки з посади прем'єра, Леонард Жозеф Леон Фоше раптово помер 14 грудня 1854 р. у Марселі.